# Mary Blathwayt

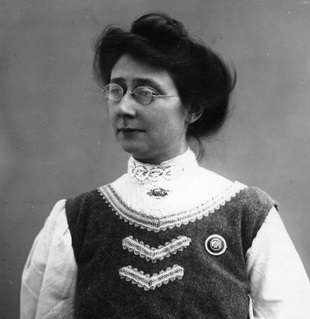
Mary Blathwayt (1909)

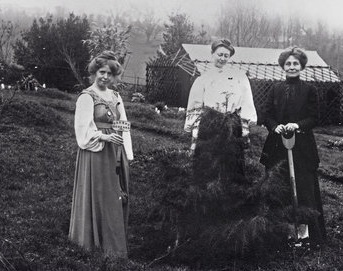
Annie Kenney (links), Blathwayt (Mitte) und Emmeline Pankhurst (rechts) im Garten von Eagle House, 1910

Mary Blathwayt (* 1. Februar 1879 in Worthing, West Sussex; † 25. Juni 1961 in Batheaston, Somerset) war eine englisch-britische Frauenrechtlerin und Suffragette. Sie lebte im Eagle House in Somerset. Dieses Haus wurde als Suffragette's Rest bekannt und enthielt einen Gedenkgarten für den Einsatz bis zur Haft und zum Hungerstreik von rund sechzig Suffragetten. Der Gedenkgarten wurde in den 1960er Jahren zerstört.

## Leben
Blathwayt wurde als Tochter von Colonel Linley Blathwayt, einem Armeeoffizier, der in Indien gedient hatte, und seiner Frau Emily Blathwayt geboren, die Cousins ersten Grades waren.
Nach seinem Ausscheiden aus dem aktiven Dienst zog Colonel Blathwayt mit seiner Familie von Indien nach Eagle House in Batheaston am Stadtrand von Bath.
Ihr jüngerer Bruder William machte eine Ausbildung zum Elektroingenieur und unterrichtete viele Jahre lang Englisch in Deutschland, bevor er zu Beginn des Ersten Weltkriegs nach England zurückkehrte. Blathwayt blieb zu Hause und besuchte die Bath High School.
Blathwayt und ihre Mutter begannen, an den Treffen der Bath Women's Suffrage Society teilzunehmen. Im Juli 1906 spendete Blathwayt drei Schilling an die Women’s Social and Political Union (WSPU). Bei einem WSPU-Treffen in Bath lernte sie Annie Kenney kennen und erklärte sich bereit, Kenney, Elsie Howey, Clara Codd und Mary Phillips bei der Organisation der Frauenwahlrechtskampagne in ihrer Gegend zu unterstützen. Blathwayt erhielt von ihrer Familie ein Taschengeld, um sie bei ihrer Arbeit für Frauenrechte zu unterstützen. Viele Frauen kauften Waren über die Läden der WSPU, um die Bewegung zu unterstützen, auch Blathwayt, die in ihrem Tagebuch von einer Packung Teeblätter berichtet, die auf dem langen Weg über die WSPU schlecht geworden waren.
Blathwayt ist vor allem bekannt durch die Einladung von vielen Persönlichkeiten der Suffragetten-Bewegung in ihr Elternhaus Eagle House, die sie dort einen Baum pflanzen ließ, um einer erlittenen Gefängnisstrafe zu gedenken.
Als jedoch Vera Wentworth und Elsie Howey Premierminister H. H. Asquith angriffen, war dies zu viel für Blathwayts Familie. Ihre Mutter Emily trat aus der WSPU aus und ihr Vater schrieb Protestbriefe an Christabel Pankhurst, Howey und Wentworth. Pankhurst wurde mitgeteilt, dass Howey und Wentworth ihr Haus nicht mehr besuchen dürften. Wentworth schickte ihnen ein langes Antwortschreiben, in dem sie ihr Bedauern über ihre Reaktion zum Ausdruck brachte, aber auch darauf hinwies, dass „sollte Mr. Asquith eine Abordnung (wieder) nicht empfangen wird, sie ihn wieder verprügeln werden“.
Nach ihrer Zeit mit der WSPU lebte Blathwayt bis zu ihrem Tod am 1961 ein ruhiges Leben mit ihrer Familie im Eagle House.
Aus Blathwayts Tagebuch geht hervor, dass sie wahrscheinlich eine Affäre mit Cristabel Pankhurst hatte, bevor Pankhurst zu Annie Kenney wechselte. Blathwayt machte sich Notizen über Kenneys Schlafpartnerinnen, während sie im Eagle House wohnte, und Eifersucht wurde als Grund dafür angenommen.
Die rund sechzig Bäume, die im Garten von Eagle House gepflanzt worden waren, wurden 1961 entfernt, um Platz für eine Wohnsiedlung zu schaffen, wobei sich die örtliche Planungsbehörde über die Einwände der Anwohner hinwegsetzte. Das Haus blieb erhalten, aber sein Inhalt wurde versteigert, darunter eine Boadicea-Brosche, die Annie Kenney Blathwayt geschenkt hatte. Der Garten blieb nicht völlig unbemerkt, denn ein Lokaljournalist bemerkte, dass der Inhalt des Hauses im Vergleich zum Garten der Suffragette unbedeutend war. Andere Bäume wurden 2011 gepflanzt, um die verlorenen zu ersetzen.